# Bangladeschische Cricket-Nationalmannschaft in den West Indies in der Saison 2004
Die Tour der bangladeschischen Cricket-Nationalmannschaft in die West Indies in der Saison 2004 fand vom 15. Mai bis zum 7. Juni 2004 statt. Die internationale Cricket-Tour war Bestandteil der Internationalen Cricket-Saison 2004 und umfasste zwei Tests und drei ODIs. Die West Indies gewannen die Test-Serie 1–0 und die ODI-Serie 3–0.

## Vorgeschichte
Für beide Mannschaften war es die erste Tour der Saison.
Das letzte Aufeinandertreffen der beiden Mannschaften bei einer Tour fand in der Saison 2002/03 in Bangladesch statt.

## Stadien
Die folgenden Stadien wurden für die Tour als Austragungsort vorgesehen.
| Stadt        | Land                           | Stadion                  | Kapazität | Spiele      |
| ------------ | ------------------------------ | ------------------------ | --------- | ----------- |
| Gros Islet   | Saint Lucia                    | Beausejour Stadium       | 20.000    | 1. Test     |
| Kingston     | Jamaika                        | Sabina Park              | 20.000    | 2. Test     |
| Kingstown    | St. Vincent und die Grenadinen | Arnos Vale Stadium       | 18.000    | 1. & 2. ODI |
| St. George’s | Grenada                        | Grenada National Stadium | 20.000    | 3. ODI      |

## Kaderlisten
Die West Indies benannten ihren Test-Kader am 24. Mai 2004.
| Test | Test | ODI | ODI |
| West Indies | Bangladesch | West Indies | Bangladesch |
| --- | --- | --- | --- |
| - Brian Lara (K) - Omari Banks - Tino Best - Shivnarine Chanderpaul - Pedro Collins - Fidel Edwards - Chris Gayle - Ridley Jacobs (wk) - Jermaine Lawson - Ramnaresh Sarwan - Devon Smith - Dwayne Smith | - Habibul Bashar (K) - Faisal Hossain - Hennan Sarkar - Javed Omar - Khaled Mashud (wk) - Manjural Islam - Mohammad Ashraful - Mohammad Rafique - Mushfiqur Rahmann - Rajin Saleh - Tapash Baisya - Tareq Aziz | - Ramnaresh Sarwan (K) - Tino Best - Ian Bradshaw - Dwayne Bravo - Shivnarine Chanderpaul - Fidel Edwards - Chris Gayle - Ridley Jacobs (wk) - Sylvester Joseph - Brian Lara - Ricardo Powell - Ravi Rampaul - Devon Smith - Dwayne Smith | - Habibul Bashar (K) - Alok Kapali - Faisal Hossain - Hennan Sarkar - Khaled Mahmud - Khaled Mashud (wk) - Manjural Islam - Mohammad Ashraful - Mohammad Rafique - Mushfiqur Rahmann - Rajin Saleh - Shahriar Hossein - Tapash Baisya |

## Tour Matches
| 12. Mai Scorecard | Kingstown | West Indies Cricket Board XI 135 (45.3) | – | Bangladeshis 136-7 (41) |
|                   |           | Bangladeshis gewinnt mit 3 Wickets      |   |                         |

| 22. – 24. Mai Scorecard | St. George’s | West Indies Cricket Board XI 320-5d (93) & 163-5 (25) | – | Bangladeshis 161 (64.5) |
|                         |              | Remis                                                 |   |                         |

## One-Day Internationals

### Erstes ODI in Kingstown
| 15. Mai Scorecard | Kingstown | Bangladesch 144-8 (50)           | – | West Indies 145-9 (46.4) |
|                   |           | West Indies gewinnt mit 1 Wicket |   |                          |

### Zweites ODI in Kingstown
| 16. Mai Scorecard | Kingstown | West Indies 124-7 (25/25)       | – | Bangladesch 101-8 (25/25) |
|                   |           | West Indies gewinnt mit 23 Runs |   |                           |

### Drittes ODI in St. George’s
| 19. Mai Scorecard | St. George’s | Bangladesch 118-7 (25/25)         | – | West Indies 119-3 (24.1/25) |
|                   |              | West Indies gewinnt mit 7 Wickets |   |                             |

## Tests

### Erster Test in Gros Islet
| 28. Mai – 1. Juni Scorecard | Gros Islet | Bangladesch 416 (135.3) & 271-9d (105.2) | – | West Indies 352 (116.4) & 113-0 (23) |
|                             |            | Remis                                    |   |                                      |

Der West-Inder Tino Best wurde auf Grund eines Absichtlichen Körperkontakts mit dem Gegner mit einer Geldstrafe belegt.

### Zweiter Test in Kingston
| 4. – 7. Juni Scorecard | Kingston | Bangladesch 284 (95) & 176 (51)                   | – | West Indies 559-4d (151) |
|                        |          | West Indies gewinnt mit einem Innings und 99 Runs |   |                          |

## Statistiken
Die folgenden Cricketstatistiken wurden bei dieser Tour erzielt.
| Tests            | Tests       | Tests   | Tests   | Tests   | Tests   | Tests   | Tests   | Tests   |
| Batting          | Batting     | Batting | Batting | Batting | Batting | Batting | Batting | Batting |
| Spieler          | Mannschaft  | Spiele  | Innings | Runs    | Average | HS      | 100s    | 50s     |
| ---------------- | ----------- | ------- | ------- | ------- | ------- | ------- | ------- | ------- |
| Ramnaresh Sarwan | West Indies | 2       | 2       | 301     | 301,00  | 261*    | 1       | 0       |
| Habibul Bashar   | Bangladesch | 2       | 4       | 235     | 58,75   | 113     | 1       | 1       |
| Chris Gayle      | West Indies | 2       | 3       | 221     | 110,50  | 141     | 1       | 1       |
| Brian Lara       | West Indies | 2       | 2       | 173     | 86,50   | 120     | 1       | 1       |
| Mohammad Rafique | Bangladesch | 2       | 4       | 172     | 43,00   | 111     | 1       | 0       |
| Bowling          |             |         |         |         |         |         |         |         |
| Spieler          | Mannschaft  | Spiele  | Overs   | Wickets | Average | BBI     | 5W      | 10W     |
| Pedro Collins    | West Indies | 2       | 81.3    | 14      | 17,28   | 6/53    | 1       | 0       |
| Ramnaresh Sarwan | West Indies | 2       | 48      | 8       | 13,12   | 4/37    | 0       | 0       |
| Omari Banks      | West Indies | 1       | 44      | 6       | 21,16   | 4/87    | 0       | 0       |
| Fidel Edwards    | West Indies | 2       | 60      | 4       | 51,25   | 2/61    | 0       | 0       |
| Mushfiqur Rahman | Bangladesch | 2       | 64.4    | 4       | 54,25   | 4/65    | 0       | 0       |
| Mohammad Rafique | Bangladesch | 2       | 79      | 4       | 55,25   | 3/90    | 0       | 0       |

| ODIs                   | ODIs        | ODIs    | ODIs    | ODIs    | ODIs    | ODIs    | ODIs    | ODIs    |
| Batting                | Batting     | Batting | Batting | Batting | Batting | Batting | Batting | Batting |
| Spieler                | Mannschaft  | Spiele  | Innings | Runs    | Average | HS      | 100s    | 50s     |
| ---------------------- | ----------- | ------- | ------- | ------- | ------- | ------- | ------- | ------- |
| Ricardo Powell         | West Indies | 3       | 3       | 89      | 29,66   | 52      | 0       | 1       |
| Dwayne Smith           | West Indies | 3       | 3       | 87      | 43,50   | 62*     | 0       | 1       |
| Shivnarine Chanderpaul | West Indies | 3       | 3       | 49      | 16,33   | 24      | 0       | 0       |
| Ramnaresh Sarwan       | West Indies | 3       | 3       | 47      | 23,50   | 22      | 0       | 0       |
| Habibul Bashar         | Bangladesch | 3       | 3       | 44      | 14,66   | 42      | 0       | 0       |
| Bowling                |             |         |         |         |         |         |         |         |
| Spieler                | Mannschaft  | Spiele  | Overs   | Wickets | Average | BBI     | 5W      | 10W     |
| Tino Best              | West Indies | 3       | 18      | 6       | 9,50    | 4/35    | 0       | 0       |
| Tapash Baisya          | Bangladesch | 3       | 16      | 6       | 11,50   | 4/16    | 0       | 0       |
| Ian Bradshaw           | West Indies | 3       | 20      | 5       | 9,60    | 3/15    | 0       | 0       |
| Manjural Islam         | Bangladesch | 3       | 20      | 5       | 14,00   | 3/21    | 0       | 0       |
| Fidel Edwards          | West Indies | 2       | 15      | 4       | 10,75   | 2/19    | 0       | 0       |

## Player of the Series
Als Player of the Series wurden die folgenden Spieler ausgezeichnet.
| Serie | Player of the Series |
| ----- | -------------------- |
| Test  | Ramnaresh Sarwan     |
| ODI   | Dwayne Smith         |

### Player of the Match
Als Player of the Match wurden die folgenden Spieler ausgezeichnet.
| Spiel   | Player of the Match |
| ------- | ------------------- |
| 1. ODI  | Ian Bradshaw        |
| 2. ODI  | Dwayne Smith        |
| 3. ODI  | Devon Smith         |
| 1. Test | Chris Gayle         |
| 2. Test | Ramnaresh Sarwan    |